# Fridrich Bruk
Fridrich Bruk (* 18. September 1937 in Charkow, Ukrainische Sozialistische Sowjetrepublik) ist ein sowjetisch-ukrainischer und finnischer Komponist.

## Leben und Wirken
1961 schloss Bruk sein Kompositionsstudium am Staatlichen W. A. Arapow-Konservatorium in Leningrad ab. Ab 1968 war er Musik-Redakteur des Filmstudios Lennautsch-Film. Er emigrierte mit seiner Frau 1973 nach Finnland und war Mitglied des Sowjetisch-Finnischen Komponistenvereines.

## Werke
Symphonien
- Symphonie Nr. 1 für Orchester und Posaune
- Symphonie Nr. 2 für Orchester und Klavier
- Symphonie Nr. 6 'Muuttolinut' (Wandervögel) für Orchester, Waldhorn und Tuba
- Symphonie Nr. 7 'Kalevala' nach Akseli Gallen-Kallela
- Symphonie Nr. 17 'Die Lebensfreude' [Konzert-Symphonie für Orchester und Klavier] (2016)[1]
- Symphonie Nr. 18 'Daugavpils' für Kantele und Orchester (2017)
- Symphonie Nr. 19 'Melodien aus den Ghettos' für Baritonsaxophon und Orchester (2018)
- Symphonie Nr. 20 (2018)
- Symphonie Nr. 21 'Vorgeschmack: Im Gedenken an Anne Frank (1929–1945)' (2018)

Sakrale Werke
- Jumalan käsi (Die Hand Gottes) Weihnachtsoratorium von 2001 Text: Pertti Luumi